# ألان مارتينيز
ألان مارتينيز (بالإنجليزية: Alan Martin)‏ (23 نوفمبر 1923 - 1 يناير 2004) هو مدرب كرة قدم ولاعب كرة قدم بريطاني (وحمل سابقاً جنسية المملكة المتحدة لبريطانيا العظمى وأيرلندا) في مركز الوسط. لعب مع بورت فايل وستوك سيتي ونادي بانغور سيتي ونورثويتش فيكتوريا.